# Vymazalovaïta
La vymazalovaïta és un mineral de la classe dels sulfurs. Rep el nom en honor d'Anna Vymazalová, cap del departament de geoquímica rupestre de la Czech Geological Survey, a Praga.

## Característiques
La vymazalovaïta és una sulfosal de fórmula química Pd₃Bi₂S₂. Va ser aprovada com a espècie vàlida per l'Associació Mineralògica Internacional l'any 2016, sent publicada per primera vegada el 2018. Cristal·litza en el sistema isomètric.
L'exemplar que va servir per a determinar l'espècie, el que es coneix com a material tipus, es troba conservat a les col·leccions del Museu d'Història Natural de Londres (Anglaterra), amb el número de registre: bm 2016,150.

## Formació i jaciments
Va ser descoberta a la mina Komsomol'skii, situada al dipòsit de coure i níquel de Talnakh, a Norilsk (Krai de Krasnoiarsk, Rússia). Es tracta de l'únic indret de tot el planeta on ha estat descrita aquesta espècie mineral.